# Juliusz Kossak
Juliusz Fortunat Kossak (Nowy Wiśnicz, 1824. december 15. – Krakkó, 1899. február 3.) lengyel festőművész, nagy csatajelenetek, katonai portrék és lovak megfestője.

## Élete
Lembergben jogot és rajzot tanult. 1851-ben Szentpétervárott, majd 1860-ig Párizsban tanult. A varsói Tygodnik ilustrowany újság illusztrátora lett, majd Krakkóba települt. A realizmus jegyében alkotott. Számos ukrán, kozák és hucul témát dolgozott fel. Volhínia és Podólia tájképeit is előszeretettel festette.
Fia Wojciech Kossak és unokája Jerzy Kossak is festő lett.

## Művei
- Párkányi csata
- 1884 Sztyeppe

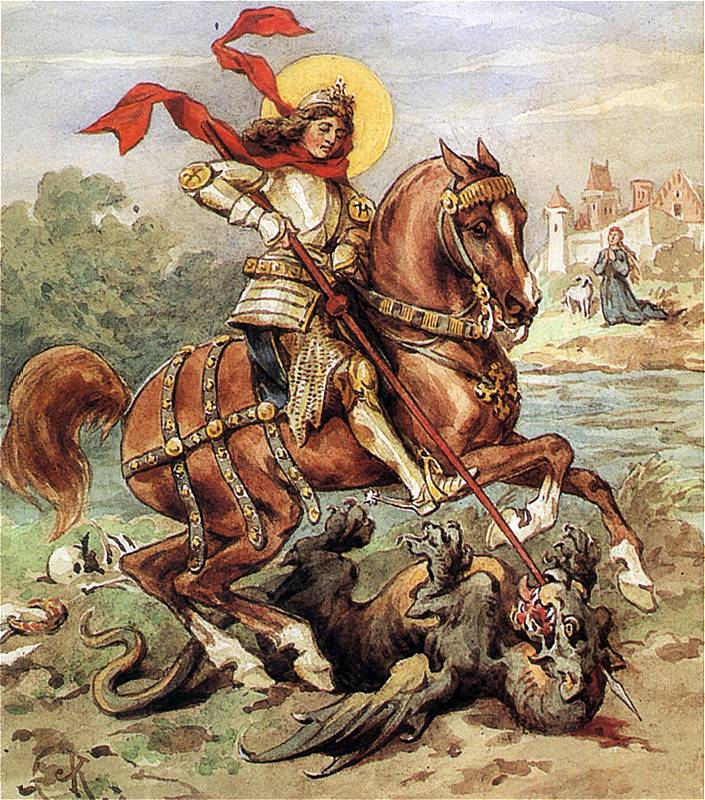
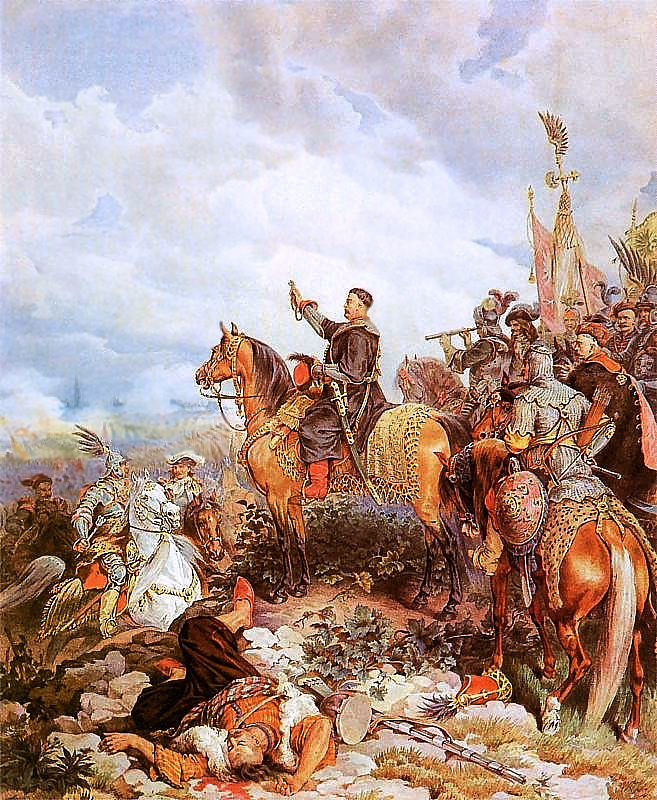
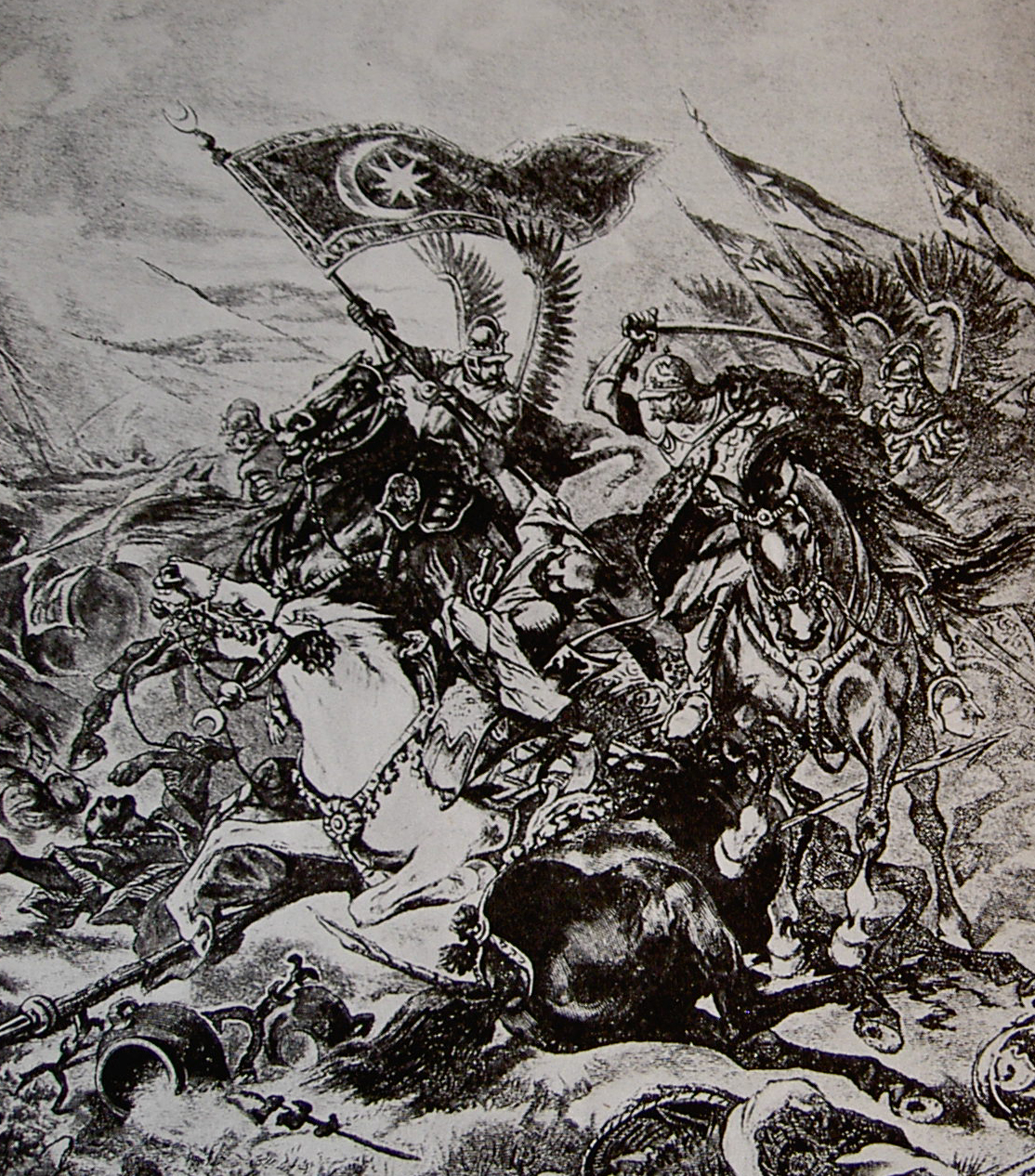
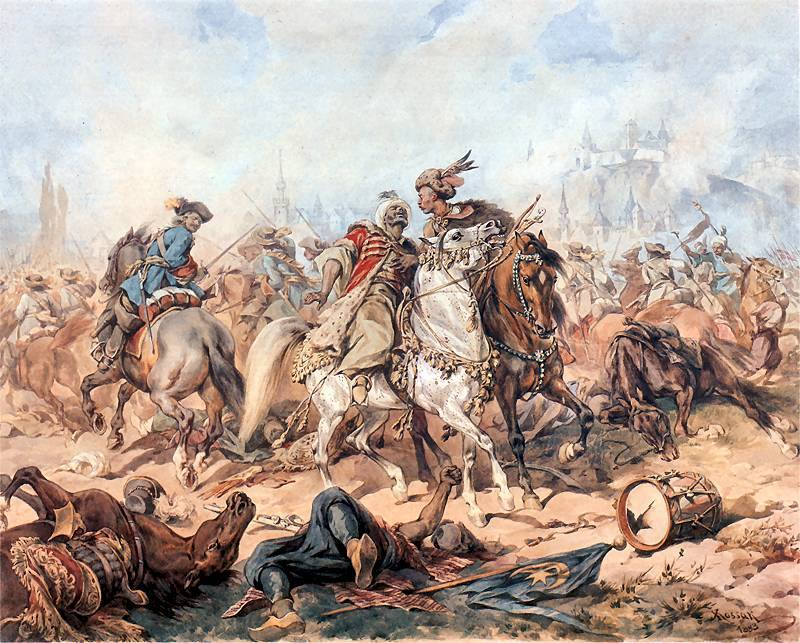
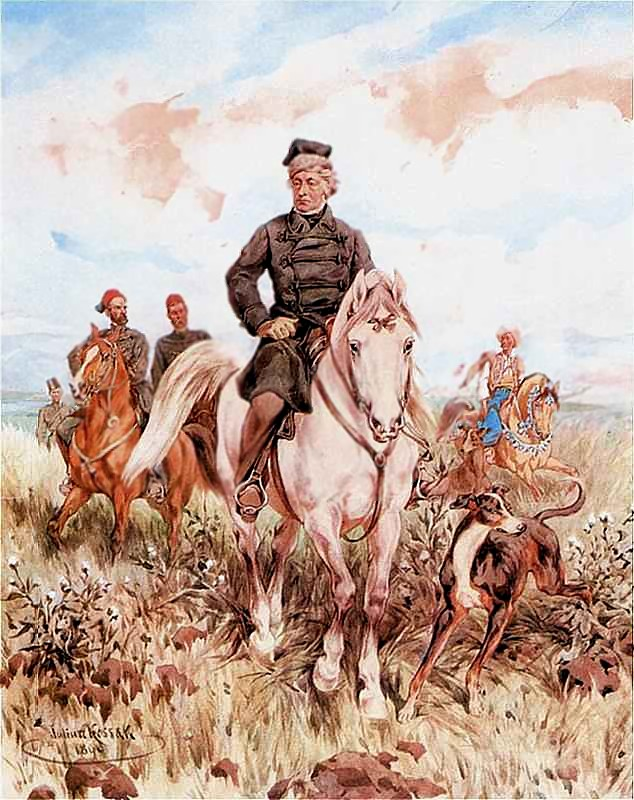
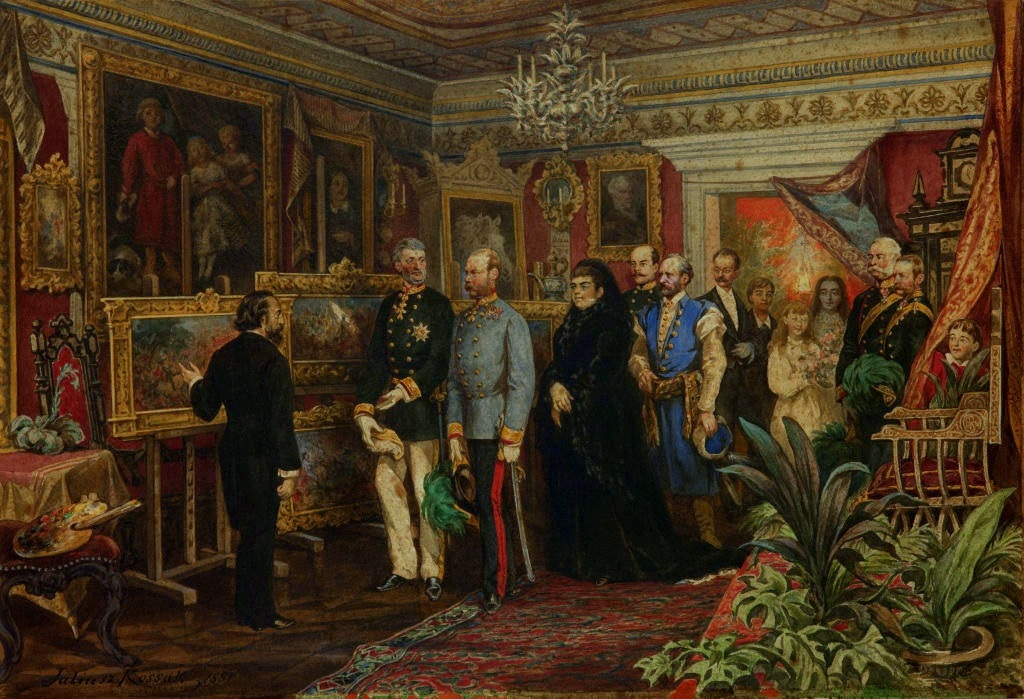
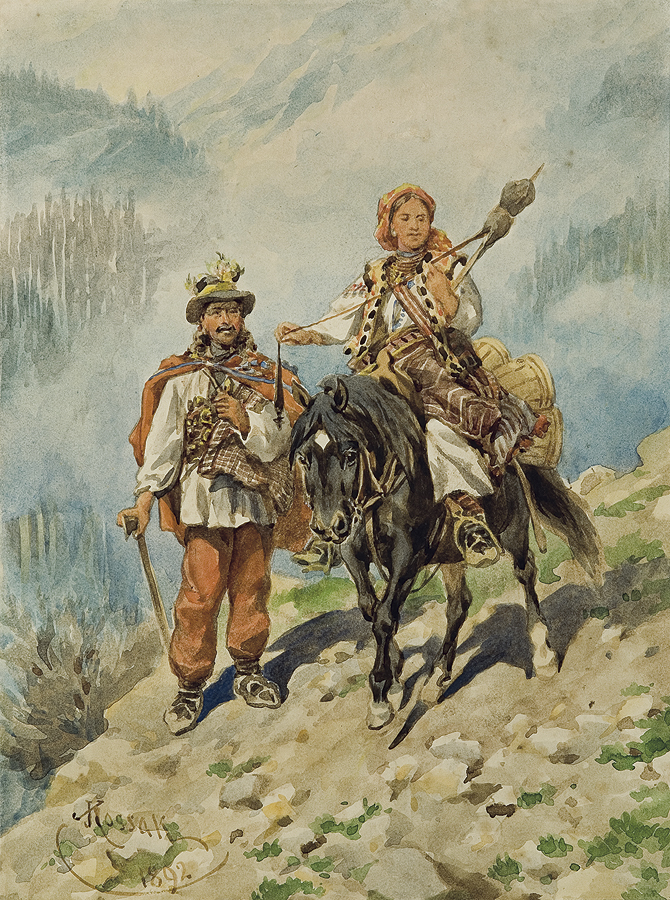

- 1885 Bohdan Hmelnickij találkozása Tuhaj-bejjel
- Kazimierz Pułaski Czestochowaban
- Sobieski János felmenti Bécset a török ostrom alól
- Az 1621-es chocimi csata